# The Best of Kiss, Volume 3: The Millennium Collection
The Best of Kiss, Volume 3: The Millennium Collection — первый сборник лучших хитов американской рок-группы Kiss, состоящий из песен 90-х годов.

## Описание
В сборник вошли песни из альбомов конца эры «Kiss без грима» и времени воссоединения группы в первоначальном составе. Песня «Nothing Can Keep Me from You» из саундтрека к фильму «Детройт — город рока», не выходившая до этого в релизах группы, также вошла в сборник. Акустическая версия «Got to Choose» ранее выходила только на виниле в качестве бонус-трека.
По мнению обозревателя Allmusic, концепция разделения дисков «The Best of Kiss» по декадам не сработала, и «Volume 3» получился «самым странным» из трёх сборников, но его спасает «пара вкусных раритетов».

## Список композиций
| №   | Название                                            | Автор(ы)                                          | Основной вокал  | Длительность |
| --- | --------------------------------------------------- | ------------------------------------------------- | --------------- | ------------ |
| 1.  | «God Gave Rock 'N' Roll to You II»                  | Расс Баллард, Джин Симмонс, Пол Стэнли, Боб Эзрин | Стэнли, Симмонс | 5:20         |
| 2.  | «Unholy»                                            | Симмонс, Винни Винсент                            | Симмонс         | 3:43         |
| 3.  | «Domino» (live)                                     | Симмонс                                           | Симмонс         | 4:00         |
| 4.  | «Hate»                                              | Симмонс, Скотт Ван Зен, Брюс Кулик                | Симмонс         | 4:36         |
| 5.  | «Childhood's End»                                   | Симмонс, Томми Таер, Кулик                        | Симмонс         | 4:20         |
| 6.  | «I Will Be There»                                   | Стэнли, Кулик, Куомо                              | Стэнли          | 3:49         |
| 7.  | «Comin' Home» (live unplugged)                      | Эйс Фрэйли, Стэнли                                | Стэнли          | 2:51         |
| 8.  | «Got to Choose» (live unplugged)                    | Стэнли                                            | Стэнли          | 3:33         |
| 9.  | «Psycho Circus»                                     | Стэнли, Куомо                                     | Стэнли          | 5:30         |
| 10. | «Into the Void»                                     | Фрэйли, Кохран                                    | Фрэйли          | 4:24         |
| 11. | «I Pledge Allegiance to the State of Rock and Roll» | Стэнли, Куомо, Холли Найт                         | Стэнли          | 3:32         |
| 12. | «Nothing Can Keep Me from You»                      | Дайан Уоррен                                      | Стэнли          | 4:40         |

## Участники записи
- Джин Симмонс — бас-гитара, вокал (1, 2, 3, 4, 5)
- Пол Стэнли — лид и ритм-гитара, вокал (1, 6-9, 11, 12)
- Эйс Фрэйли — лид и ритм-гитара, вокал (10)
- Питер Крисс — ударные (10)
- Эрик Карр — бэк-вокал (1)
- Брюс Кулик — лидер и ритм-гитара, бэк-вокал
- Эрик Сингер — ударные, бэк-вокал
- Томми Таер — лид—гитара (9, 11)